# 込山順子
込山 順子（こみやま じゅんこ、1966年6月28日 - ）は、日本の女性声優・女優・ナレーター。演劇集団 円所属。東京都出身。身長157cm。体重47kg。
最終学歴は東京都立日比谷高等学校卒業（1985年）。

## 出演

### テレビアニメ
- キノの旅 -the Beautiful World-（2003年、母親）

### テレビドラマ
- 世にも奇妙な物語 リフレクション（1992年、フジテレビ）
- 高校生レストラン 第1話（2011年、日本テレビ）
- 3年B組金八先生 8シリーズ

### ゲーム
- Kinect: ディズニーランド・アドベンチャーズ（マダム・レオタ）

### 吹き替え
- アイ・アム・レジェンド（ゾーイ・ネビル〈サリー・リチャードソン〉）※ソフト版
- iCarly（ローレン・アッカーマン先生）
- アバター
- アリー my Love（コレッタ・リップ）
- ER緊急救命室シリーズ
  - シーズン7 #9（シェリー）
  - シーズン10 #13（エイミー〈アリエル・ジヴォン〉）
  - シーズン11 #17（アリス・ホプキンス〈アディナ・ポーター〉）
  - シーズン12 #8（アリス・ワトソン〈セリーナ・ウィリアムズ〉）
  - シーズン13 #12（イボンヌ・ダヴィエール〈マイケル・ハイアット〉）
- インジャスティス 〜法と正義の間で〜（ジェーン・トラヴァース）
- エバン・オールマイティ（ジョーン・バクスター〈ローレン・グレアム〉）
- エミリー・ローズ（エミリー・ローズ〈ジェニファー・カーペンター〉）
- カーラの結婚宣言（カーラ・テイト〈ジュリエット・ルイス〉）
- 奇人たちの晩餐会 USA（ダーラ〈ルーシー・パンチ〉[4]）
- 気分はぐるぐる（グレンダ・フライ）
- キャンプ・ロック
- 宮廷女官チャングムの誓い（ピソン）
- グッド・ワイフ
- グリーン・ゾーン（ローリー・デイン〈エイミー・ライアン〉）
- 恋する宇宙
- 恋するレシピ 〜理想のオトコの作り方〜（キット〈ズーイー・デシャネル〉）
- コーラス
- サスペリア・テルザ 最後の魔女（涙の母）
- CHUCK/チャック（ダフネ）
- ディア・ブラザー（ロザンナ・ペリー〈ジュリエット・ルイス〉）
- NERVE/ナーヴ 世界で一番危険なゲーム（ナンシー・デルモニコ〈ジュリエット・ルイス〉）
- なんちゃって家族（エディ・フィッツジェラルド）
- ニュースの天才（エイミー・ブランド〈メラニー・リンスキー〉）
- ハンコック（群集の女性）
- ファンタスティック・フォー ［超能力ユニット］（アリシア・マスターズ〈ケリー・ワシントン〉）※DVD版
- ファンタスティック・フォー:銀河の危機（アリシア・マスターズ〈ケリー・ワシントン〉）
- フォーチュン・クッキー
- マジェスティック（アデル・スタントン〈ローリー・ホールデン〉）
- ミスティック・リバー
- ミルドレッド・ピアース 幸せの代償
- ヤング≒アダルト（ベス・スレイド〈エリザベス・リーサー〉）
- ラフマニノフ ある愛の調べ（ナターシャ）
- リトル・ウィッチ ビビと魔法のクリスタル（ラビア）
- ロマノフ家の末裔 〜それぞれの人生〜（アンカ・ガーナー〈キャスリン・ハーン〉）第7話「執着点」
- ワイルド・スピード ※テレビ版

### 吹き替え（アニメ）
- ズートピア（ナンギ）
- バーバリアン・デイブ（ルーラ）
- パワーパフガールズ（キーン先生、スージー 他）
  - パワーパフガールズ ザ・ムービー（キーン先生）
- フィニアスとファーブ（リンダ・フリン）
  - フィニアスとファーブ/ザ・ムービー（リンダ・フリン）
  - フィニアスとファーブ:キック ザ・びっくりボーイ（リンダ・フリン）
- ザ・ペンギンズ　from　マダガスカル（ダチョウ）
- リサとガスパール（バラディ先生）

### ラジオドラマ
- ミヨリの森（泉の女）
- VOMIC 終わりのセラフ[5]